# Aerangis
Aerangis Rchb.f., 1865 è un genere di piante della famiglia delle Orchidacee (sottofamiglia Epidendroideae, tribù Vandeae, sottotribù Angraecinae) che comprende circa 50 specie diffuse prevalentemente nell'Africa tropicale.

## Descrizione
Il genere comprende specie in massima parte epifite e, in alcuni casi, litofite.

Hanno fusti a crescita monopodiale e ampie foglie di consistenza carnosa.

I fiori, di colore dal bianco al giallo, sono riuniti in infiorescenze racemose e si caratterizzano per la presenza di un rostello allungato, uno sperone anch'esso allungato e due pollinii.

## Distribuzione e habitat
Le specie del genere Aerangis si ritrovano in prevlenza nelle foreste pluviali dell'Africa continentale e del Madagascar, nonché nelle isole Comore, Riunione e Sri Lanka.

## Tassonomia
Il genere comprende le seguenti specie:
- Aerangis alcicornis (Rchb.f.) Garay, 1972
- Aerangis appendiculata  (De Wild.) Schltr., 1918
- Aerangis arachnopus (Rchb.f.) Schltr., 1918
- Aerangis articulata (Rchb.f.) Schltr., 1914
- Aerangis biloba (Lindl.) Schltr., 1915
- Aerangis bouarensis Chiron, 1998
- Aerangis boutonii (Rchb.f.) P.J.Cribb & Carlsward, 2012
- Aerangis brachycarpa (A.Rich.) Durand & Schinz, 1894
- Aerangis calantha (Schltr.) Schltr., 1918
- Aerangis carnea J.Stewart, 1979
- Aerangis citrata (Thouars) Schltr., 1914
- Aerangis collum-cygni Summerh., 1927
- Aerangis concavipetala H.Perrier, 1938
- Aerangis confusa J.Stewart, 1979
- Aerangis coriacea Summerh., 1952
- Aerangis coursiana (H.Perrier) P.J.Cribb & Carlsward, 2012
- Aerangis cryptodon (Rchb.f.) Schltr., 1914
- Aerangis decaryana H.Perrier, 1938
- Aerangis distincta J.Stewart & la Croix, 1987
- Aerangis divitiflora (Schltr.) P.J.Cribb & Carlsward, 2012
- Aerangis ellisii (Rchb.f.) Schltr., 1914
- Aerangis fastuosa (Rchb.f.) Schltr., 1914
- Aerangis flexuosa (Ridl.) Schltr., 1918
- Aerangis fuscata (Rchb.f.) Schltr., 1914
- Aerangis gracillima (Kraenzl.) J.C.Arends & J.Stewart, 1989
- Aerangis gravenreuthii (Kraenzl.) Schltr., 1918
- Aerangis hariotiana (Kraenzl.) P.J.Cribb & Carlsward, 2012
- Aerangis hildebrandtii (Rchb.f.) P.J.Cribb & Carlsward, 2012
- Aerangis hologlottis (Schltr.) Schltr., 1918
- Aerangis humblotii (Rchb.f.) P.J.Cribb & Carlsward, 2012
- Aerangis hyaloides (Rchb.f.) Schltr., 1914
- Aerangis jacksonii J.Stewart, 1978
- Aerangis kirkii (Rchb.f.) Schltr., 1918
- Aerangis kotschyana (Rchb.f.) Schltr., 1918
- Aerangis lacroixiae J.M.H.Shaw
- Aerangis luteoalba (Kraenzl.) Schltr., 1918
- Aerangis macrocentra (Schltr.) Schltr., 1915
- Aerangis maireae la Croix & J.Stewart, 1998
- Aerangis megaphylla Summerh. ex Mildbr., 1937
- Aerangis modesta (Hook.f.) Schltr., 1914
- Aerangis monantha Schltr., 1925
- Aerangis montana J.Stewart, 1979
- Aerangis mooreana (Rolfe) P.J.Cribb & J.Stewart, 1983
- Aerangis mystacidii (Rchb.f.) Schltr., 1917
- Aerangis oligantha Schltr., 1915
- Aerangis pallidiflora H.Perrier, 1938
- Aerangis pulchella (Schltr.) Schltr., 1915
- Aerangis punctata J.Stewart, 1986
- Aerangis rostellaris (Rchb.f.) H.Perrier, 1941
- Aerangis seegeri Senghas, 1983
- Aerangis somalensis (Schltr.) Schltr., 1918
- Aerangis spiculata (Finet) Senghas, 1972
- Aerangis splendida J.Stewart & la Croix, 1987
- Aerangis stelligera Summerh., 1954
- Aerangis stylosa (Rolfe) Schltr., 1915
- Aerangis thomsonii (Rolfe) Schltr., 1918
- Aerangis ugandensis Summerh., 1931
- Aerangis verdickii (De Wild.) 1918

### Alcune specie

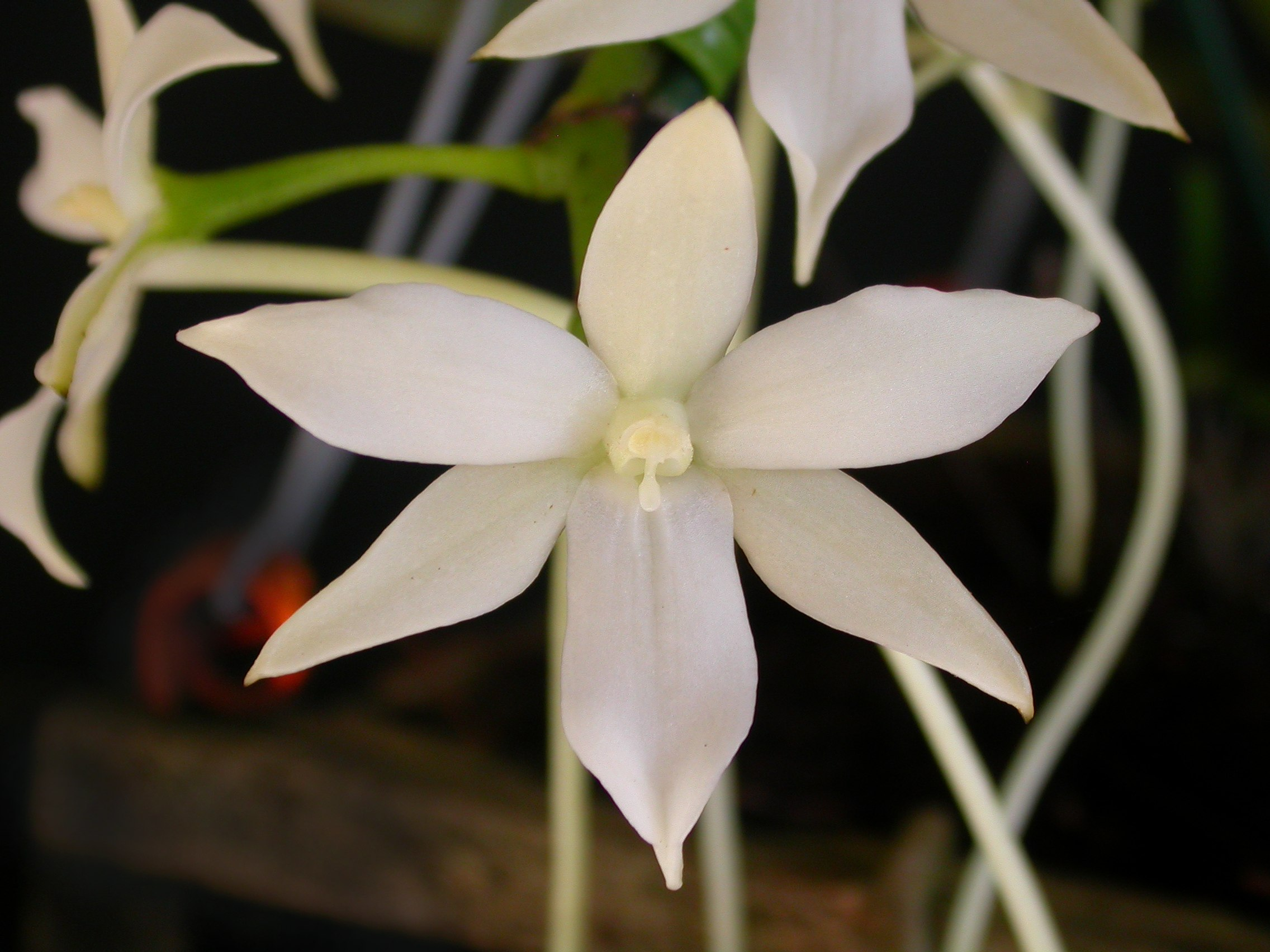
Aerangis articulata
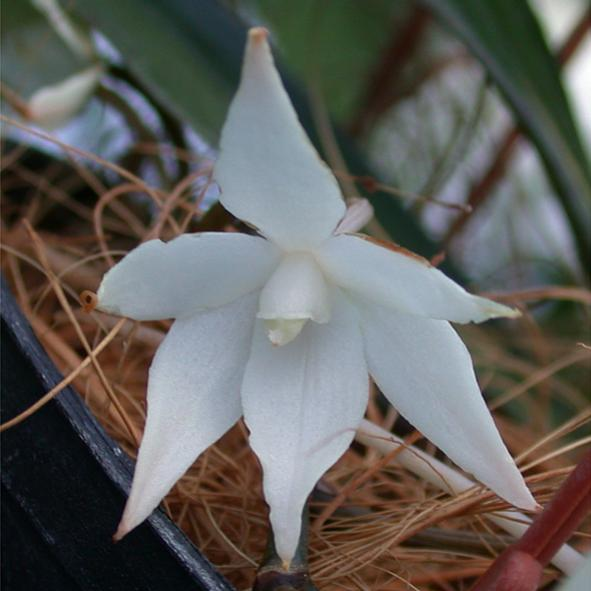
Aerangis biloba
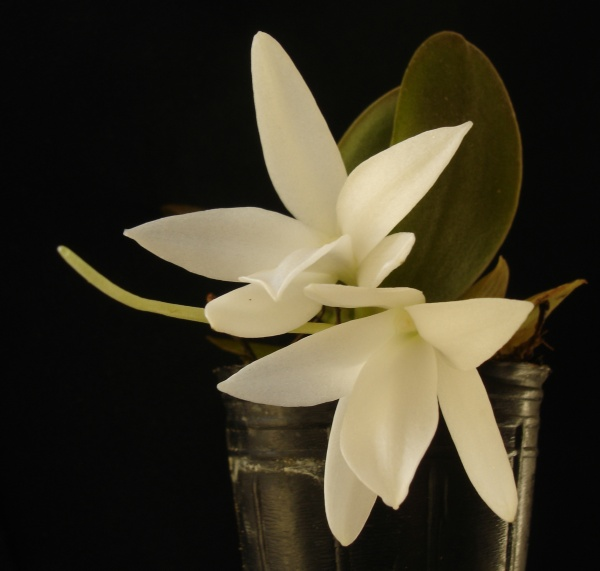
Aerangis fastuosa
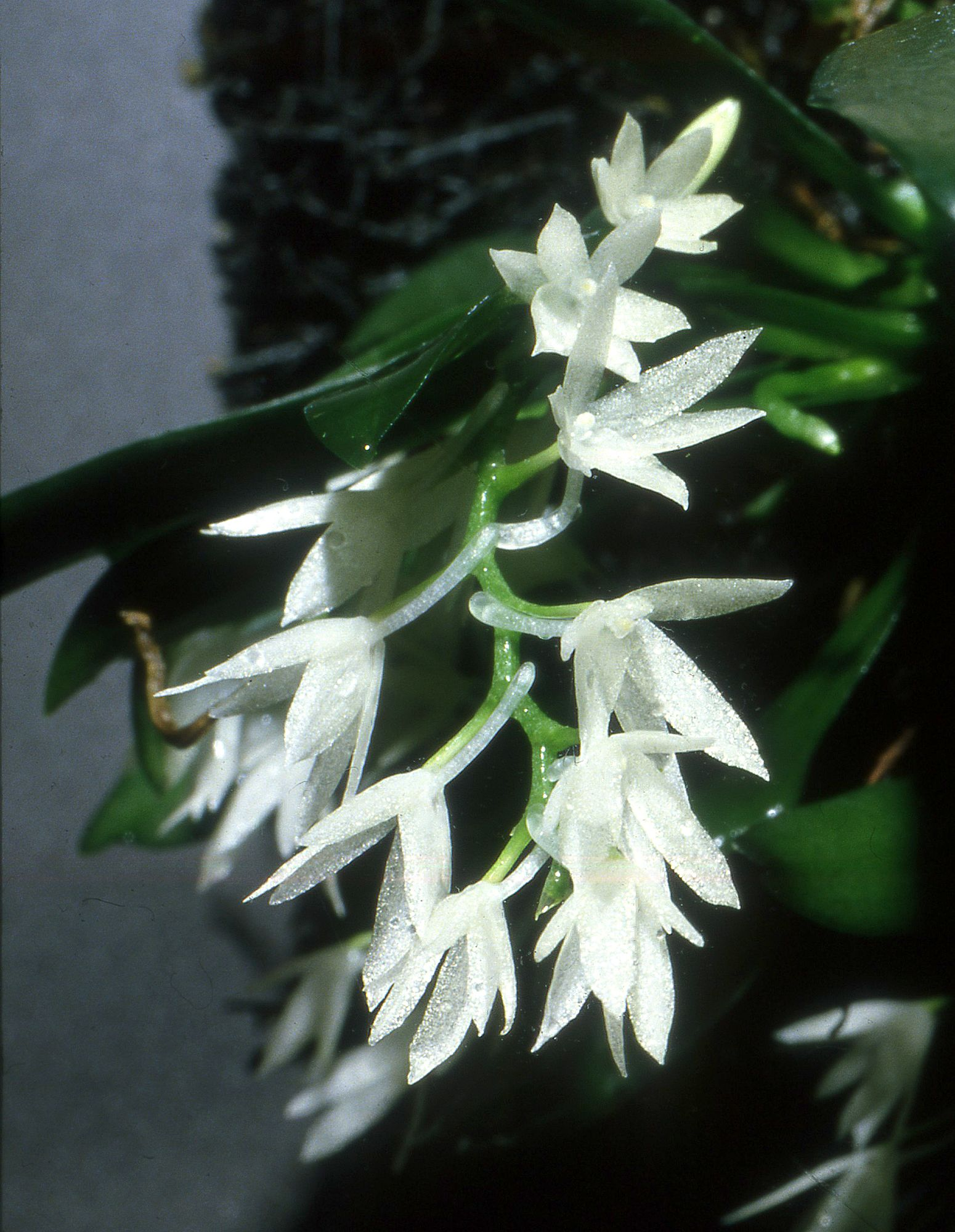
Aerangis hyaloides
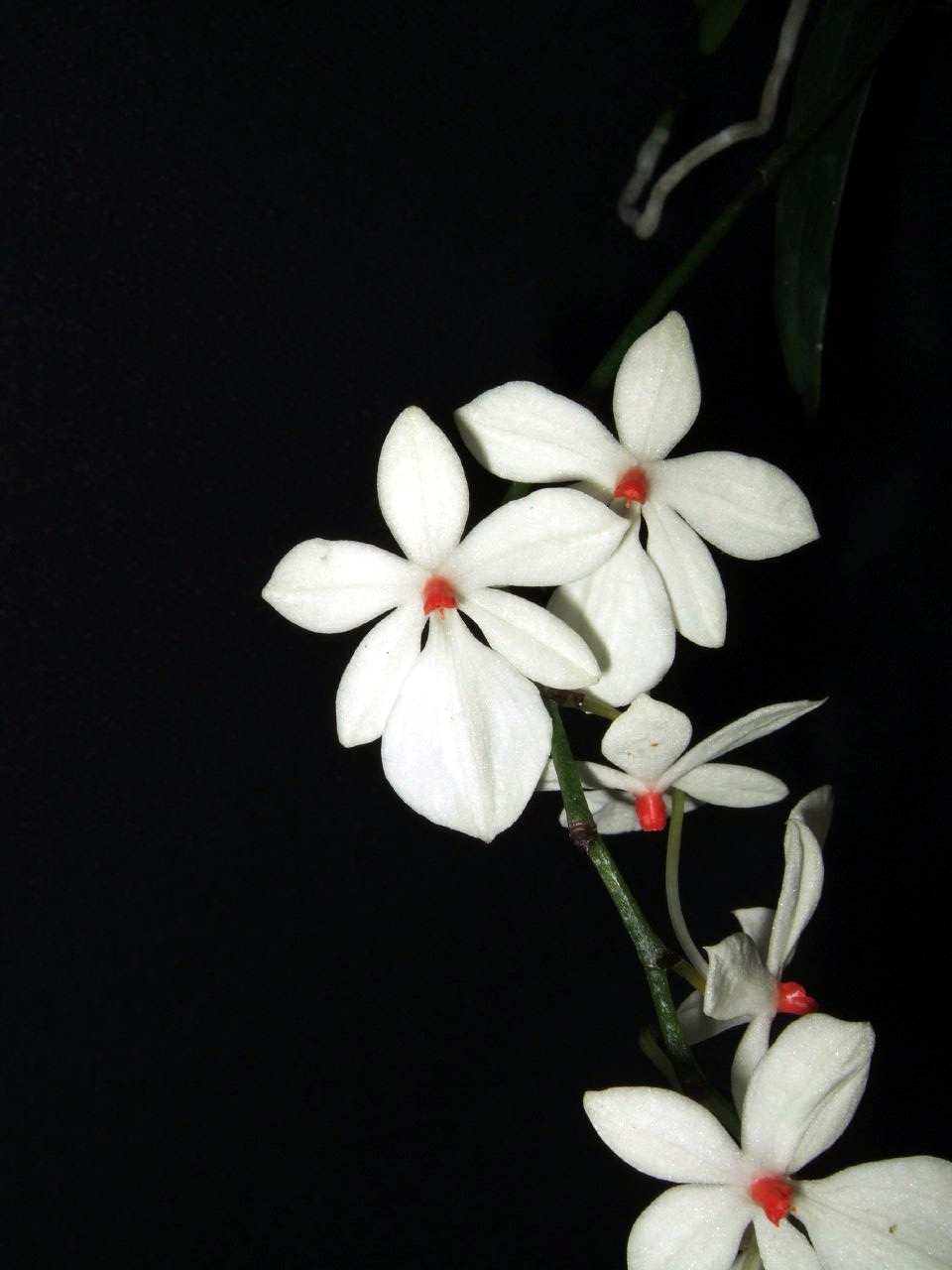
Aerangis luteoalba
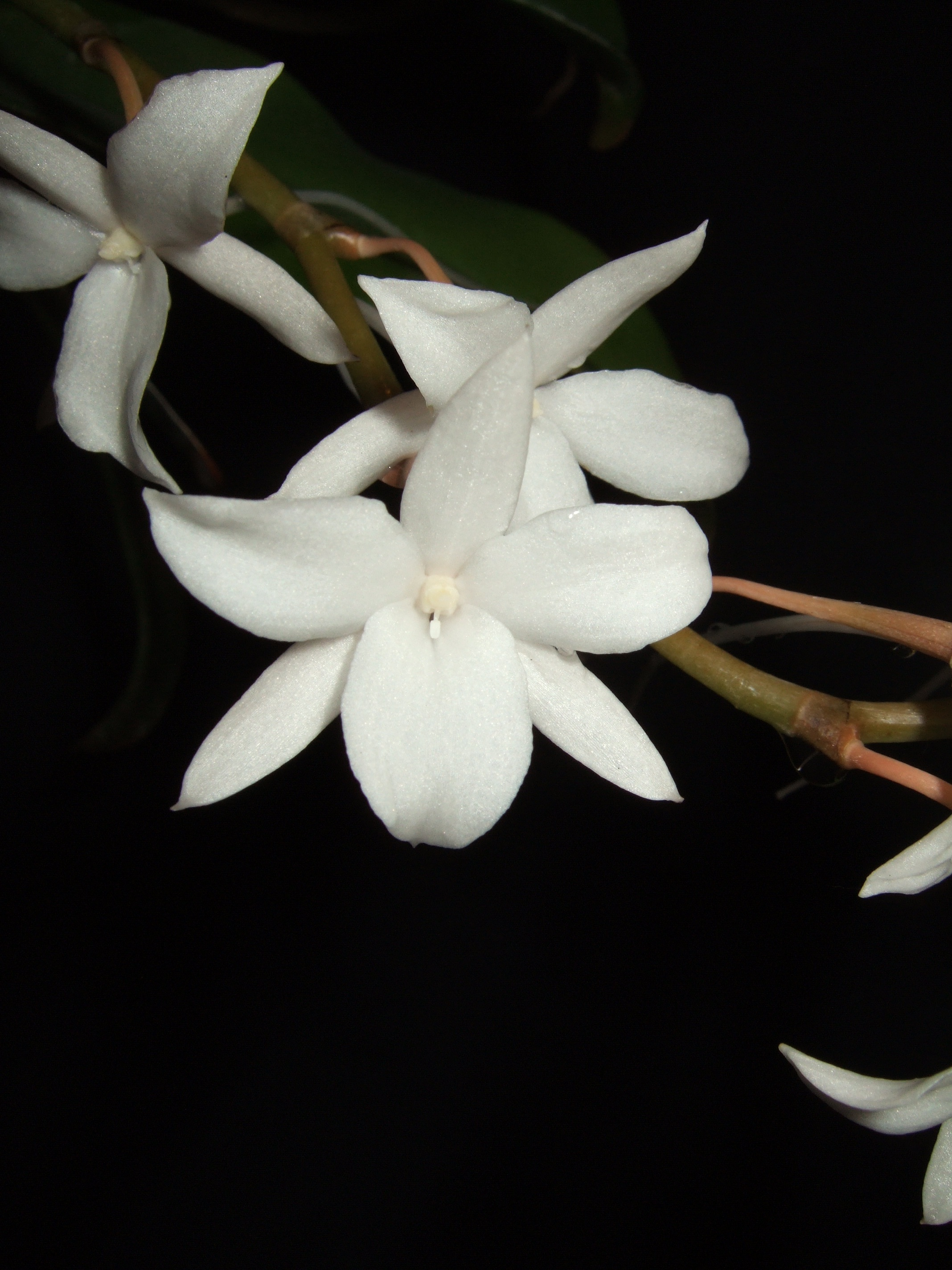
Aerangis modesta
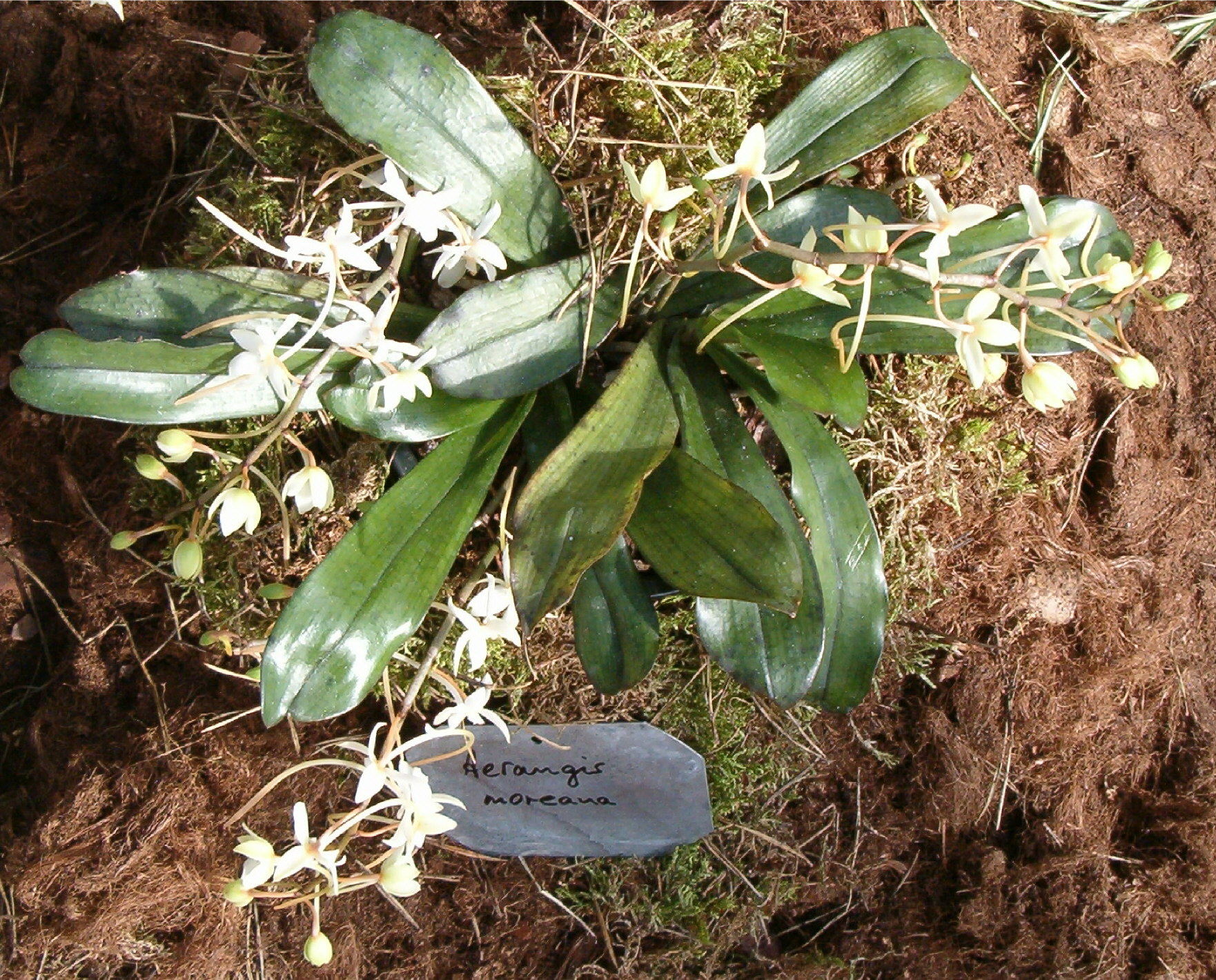
Aerangis mooreana
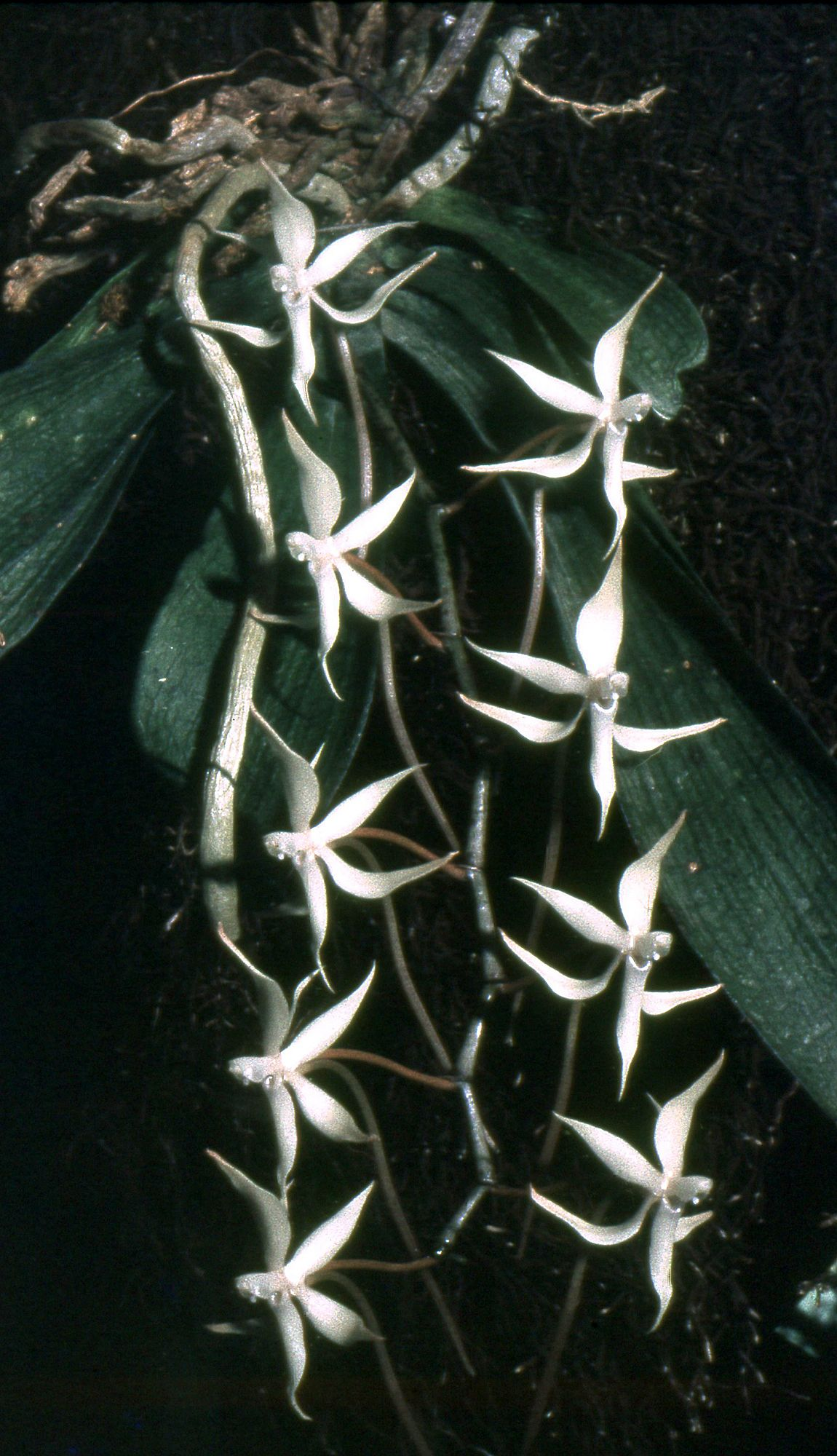
Aerangis thomsonii

### Ibridi
Sono stati descritti alcuni ibridi naturali interspecifici:
- Aerangis × chirioana Bellone & Chiron, 2002 (A. biloba × A. kotschyana)
- Aerangis × isobyliae J.M.H.Shaw, 2013 (A. kotschyana × A. verdickii)
- Aerangis × primulina (Rolfe) H.Perrier, 1941 (A. citrata × A. hyaloides)

nonché i seguenti ibridi artificiali intergenerici:
- ×Aerangaeris (Aerangis × Rangaeris)
- ×Amesangis (Aerangis × Amesiella)
- ×Angrangis (Aerangis × Angraecum)
- ×Diaphanangis (Aerangis × Diaphananthe)
- ×Euryangis (Aerangis × Eurychone)
- ×Summerangis (Aerangis × Summerhayesia)
- ×Thesaera (Aerangis × Aeranthes)